# 桑珠 (1953年)
桑珠（藏語：བསམ་གྲུབ་，威利转写：bsam grub，1953年—），男，藏族，西藏日喀则人，中国登山运动员，运动健将，曾获体育运动荣誉奖章。
1975年，有关部门组织珠峰登山队。同年5月27日，18人分为两个梯队，进行第三次冲顶。14时30分，桑珠等九人成功登顶珠穆朗玛峰，被称为珠峰九勇士。